# Processo dei 193
Si definisce processo dei 193 il processo tenuto a San Pietroburgo dal 30 ottobre 1877 al 4 febbraio 1878, che vide imputati 193 aderenti a Zemlja i Volja e ad altri circoli rivoluzionari populisti. Fu il procedimento giudiziario di natura politica celebrato nella Russia zarista.
Novanta imputati furono assolti, trentanove vennero condannati all'esilio, trentadue all'esilio, ventotto ai lavori forzati, tre morirono di morte naturale prima dell'emissione della sentenza e a uno fu irrogata una sanzione pecuniaria. Lo zar Alessandro II respinse la raccomandazione, formulata dallo stesso tribunale, di mitigare le pene.

## Gli antefatti
All'origine del processo fu il tentativo delle autorità russe di contrastare lo sviluppo del movimento rivoluzionario dei primi anni Settanta. Con lo slogan dell'«andata nel popolo», a partire dalla primavera del 1874 migliaia di studenti e intellettuali abbandonarono le loro città di origine, andando da villaggio in villaggio o anche stabilendosi nelle comunità rurali per condividere la vita dei contadini, mettere a loro disposizione le proprie e contemporaneamente svolgere un'attività di propaganda rivoluzionaria. L'andata nel popolo fu un movimento spontaneo, privo di un'organizzazione e di un programma predefinito. Iniziato nelle province centrali di Mosca, Tver', Kaluga e Tula, il movimento si estese alla regione della Volga, interessando le provincie di Samara, Nižnij Novgorod e Saratov, fino all'Ucraina.
Tra i partecipanti, vi erano seguaci di Lavrov, che teorizzava la necessità di propagandare gradualmente il socialismo in vista di una futura rivoluzione contadina, come anche sostenitori di Bakunin, che speravano in una rivolta immediata. Vi si distinsero, tra gli altri, Ivančin-Pisarev, Morozov, Rogačëv, Vojnaral'skij, Debogorij-Mokrievič, Ekaterina Breško-Breškovskaja, Aptekman, Muravskij, Klemenc, Kovalik, Frolenko e Kravčinskij. Gran parte dei protagonisti di questa iniziativa illegale, non avendo rispettato le normali precauzioni prese dagli agitatori, furono facilmente individuati dalla polizia, che operò migliaia di arresti.
Il governo russo, consapevole del danno alla propria immagine che una repressione poliziesca esercitata su così tanti esponenti dell'intelligencija poteva rappresentare e, altresì, della necessità d'isolare i rivoluzionari dalla società colta, decise di dare aperto rilievo al fenomeno, convinto che l'opinione pubblica, una volta messa a conoscenza delle idee e delle intenzioni dei rivoluzionari, si sarebbe facilmente ritratta «dai sostenitori di simili dottrine».
Con l'anno 1877 si aprì una serie di processi politici. Dal 30 gennaio al 9 febbraio fu celebrato a Pietroburgo il processo contro ventun imputati, responsabili di aver tenuto il 18 dicembre 1876 una manifestazione non autorizzata di fronte alla chiesa della Madonna di Kazan'. A causa delle violenze della polizia prima, e della durezza delle pene poi irrogate dal tribunale - cinque imputati ebbero da 15 a 10 anni carcere, tre furono rinchiusi in convento per esservi «rieducati», dieci furono mandati al confino - il processo non sortì l'effetto che le autorità zariste si aspettavano dall'opinione pubblica.
Ancor meno favorevole rispetto agli esiti sperati fu il cosiddetto «processo dei 50», tenuto a Mosca dal 5 al 26 marzo nel quale i giovani imputati poterono far risaltare gli elementi di sacrificio e di abnegazione che era alla base della loro attività, attirandosi la simpatia dell'opinione pubblica. Il regime, contrariamente ai presupposti approvati, fu costretto a censurare le dichiarazioni degli imputati. L'imputata Sofija Bardina aveva affermato davanti ai suoi giudici: «Se quella società che noi sogniamo si potesse realizzare senza alcun rivolgimento violento, ne saremmo felici con tutta l'anima [...] Noi vogliamo abbattere i privilegi, la divisione degli uomini in classi, in proprietari e non proprietari, non i singoli individui che compongono queste classi [...] Noi tendiamo alla felicità di tutti, all'eguaglianza [...]».
Lo stesso imperatore chiese in maggio di rivedere i piani per la lotta alla propaganda politica, ma il ministero della Giustizia non riuscì a predisporre alcun nuovo programma.

## Il processo
In luglio, visitando a Pietroburgo la Casa di detenzione preventiva, il carcere affollato per il prossimo processo che doveva giudicare 193 imputati, il governatore generale Trepov, già noto per le sanguinose repressioni compiute in Polonia negli anni Sessanta, dopo aver tentato di colpire con un pugno un detenuto, Aleksej Emel'janov, reo di non essersi tolto il berretto al suo passaggio, lo fece frustare, avendo avuto l'autorizzazione dallo stesso ministro di Giustizia, il conte Palen. Dall'agitazione prodotta dal brutale episodio derivò il gesto di Vera Zasulič, che il 5 febbraio 1878 sparò al governatore.
Quando tutto era ormai pronto per l'apertura del processo, una parte delle autorità zariste si dichiararono favorevoli a un rinvio. La guerra russo-turca stava mostrando tutte le debolezze dell'esercito e dell'inefficienza dei suoi generali, provocando critiche che colpivano il complesso delle istituzioni del regime. Lo stesso fratello dello zar, il principe Konstantin Nikolaevič, intervenne presso il ministro Palen, che però si rifiutò di rinviare il processo.

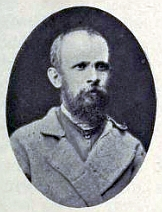
Ippolit Myškin

La prima udienza fu tenuta il 30 ottobre. La corte, formata da senatori di nomina imperiale, stabilì che il processo si tenesse a porte chiuse, ammettendo comunque i giornalisti che tuttavia avrebbero dovuto limitarsi a citare i resoconti ufficiali delle udienze, riprodotte nell'organo ufficiale «Pravitel'svennyj Vestinik». I 193 imputati, tutti accusati di «associazione a delinquere al fine di sovvertire l'ordinamento dello Stato», non furono ammessi tutti insieme alle udienze, ma furono divisi in 17 gruppi, così che, per protesta, un centinaio di loro decise di non riconoscere la validità degli atti del tribunale.
Il momento più rilevante del processo si ebbe il 27 novembre, durante la deposizione dell'imputato Myškin. Egli espose i compiti dei rivoluzionari populisti: «creare sulle attuali rovine del regime statal-borghese quell'organizzazione sociale che soddisfi le esigenze del popolo [...] Questa organizzazione consiste in una terra composta dall'unione di obščiny produttive indipendenti. La si può realizzare soltanto attraverso una rivoluzione sociale, perché il potere dello Stato impedisce ogni via pacifica». Dopo aver previsto l'ineluttabilità di «un'insurrezione popolare generale», Myškin si augurava che il partito social-rivoluzionario, sorto dalla «fusione delle due fondamentali correnti rivoluzionarie», l'intelligencija e il movimento popolare, evitasse i «trucchi ai quali è ricorsa la borghesia dell'Europa occidentale per ingannare le proprie masse popolari», sfruttando a proprio vantaggio il «sangue del popolo sparso sulle barricate».
E concluse: «questo non è un tribunale, ma una vana commedia, o qualcosa di peggio, di più ripugnante, di più vergognoso che una casa di tolleranza [...] qui i senatori, per vigliaccheria, per bassezza, per carrierismo e per avere grossi stipendi commerciano con la vita altrui, con la verità e la giustizia». Per la prima volta - scrisse Kravčinskij - l'opinione pubblica poté conoscere le idee dei socialisti russi dalla loro viva voce, e non più solo dalle fonti di regime o «attraverso i romanzi di Dostoevskij».
Il processo si concluse con la sentenza emessa il 4 febbraio 1878: ci furono 90 assoluzioni, 39 condanne al confino, 32 alla reclusione con pene varianti da cinque giorni a cinque anni, una condanna a una multa e 28 condanne ai lavori forzati per periodi varianti dai tre ai dieci anni. I giudici raccomandarono allo zar di ridurre le pene comminate, tranne che a Myškin - condannato a 10 anni di lavori forzati - ma la richiesta fu respinta.
Tutti gli imputati avevano già subito tre o quattro anni di carcere preventivo. Tra i condannati, vi furono, oltre a Myškin, la Breško-Breškovskaja, Vojnaral'skij, Kvjatkovskij, Kovalik, Muravskij, Rogačëv, Sažin, Sojuzov, Sinegub, Čarušin e Šiško. Tra gli assolti, personaggi destinati a notevole fama, quali Lev Tichomirov, Sof'ja Perovskaja e Andrej Željabov, futuri dirigenti di Narodnaja Volja.